# Reason (Shaman)
Reason è il secondo disco della band brasiliana power metal Shaman, pubblicato nel 2005.
È l'ultimo disco composto per 3/4 dalla ex-formazione degli Angra: infatti Andre Matos,  e i fratelli Mariutti, abbandoneranno la band nel 2006 a seguito di divergenze con Ricardo Confessori che terrà il marchio Shaman e proseguirà pubblicando altri 2 dischi.

## Tracce
1. Turn Away – 4:21
2. Reason – 4:40
3. More (cover dei The Sisters Of Mercy) – 4:02
4. Innocence – 4:37
5. Scarred Forever – 5:20
6. In The Night – 5:54
7. Rough Stone – 5:56
8. Iron Soul – 5:24
9. Trail Of Tears – 3:47
10. Born To Be – 6:00

## Formazione
- Andre Matos - voce, piano
- Hugo Mariutti - chitarre
- Luís Mariutti - basso
- Ricardo Confessori - batteria

## Ospiti
- Miro - Tastiere, effetti ambientali
- Junior Rossetti - Tastiere, effetti ambientali
- Fabio Ribeiro - Organo
- Marcus Viana - Violino, Violoncello, Strumenti Indiani
- Helder Araujo - Sitar, Tabla
- Amanda Somerville - Cori, Voce narrante
- Orchestra Sinfonica di San Paolo